# Karang Tinggi (plaats)
Karang Tinggi is een bestuurslaag in het regentschap Bengkulu Tengah van de provincie Bengkulu, Indonesië. Karang Tinggi telt 1446 inwoners (volkstelling 2010).